# Комо (мова)
Комо — мова, що належить до нігеро-конголезької макросімʼї, бенуе-конголезької сімʼї (мови банту). Поширена в ДРК (провінції Манієма, Північне Ківу, Східна).

## Писемність
Писемність мови комо побудована на основі латиниці. Стара версія алфавіту має наступний вигляд.
| A a | B b | Bh bh | C c | D d | Dh dh | E e | Ɛ ɛ | F f | G g | Gb gb | I i | J j | K k | Kp kp |
| --- | --- | ----- | --- | --- | ----- | --- | --- | --- | --- | ----- | --- | --- | --- | ----- |

| L l | M m | Mb mb | Mp mp | Mph mph | N n | Nc nc | Nd nd | Ng ng | Ngb ngb | Nj nj |
| --- | --- | ----- | ----- | ------- | --- | ----- | ----- | ----- | ------- | ----- |

| Nk nk | Nkp nkp | Ns ns | Nt nt | Ny ny | O o | Ɔ ɔ | P p | Ph ph | S s | T t | U u | Y y |
| ----- | ------- | ----- | ----- | ----- | --- | --- | --- | ----- | --- | --- | --- | --- |

| Mbh mbh | Mm mm | Ndh ndh | Nn nn |
| ------- | ----- | ------- | ----- |

- Тони передаються шляхом простановки над буквами для голосних діакритичних знаків: акут (´) — високий тон, циркумфлекс (ˆ) — спадаючий, гачек (ˇ) — зростаючий. Низький тон позначається написанням букв для голосних без перерахованих діакритичних знаків[4][5].
- Використовується апостроф ʼ[6].

В новій версії алфавіту букви bh, mbh, dh, ndh були замінені на ɓ, mɓ, ɗ, nɗ відповідно.
| A a | B b | Ɓ ɓ | C c | D d | Ɗ ɗ | E e | Ɛ ɛ | G g | Gb gb | I i | J j | K k | Kp kp | L l |
| --- | --- | --- | --- | --- | --- | --- | --- | --- | ----- | --- | --- | --- | ----- | --- |

| N n | Ŋ ŋ |
| --- | --- |

| O o | Ɔ ɔ | P p | Ƥ ƥ | S s | T t | U u | Y y |
| --- | --- | --- | --- | --- | --- | --- | --- |

- Тони передаються шляхом простановки над буквами для голосних діакритичних знаків: акут (´) — високий тон, циркумфлекс (ˆ) — спадаючий, гачек (ˇ) — зростаючий. Низький тон позначається написанням букв для голосних без перерахованих діакритичних знаків[5].

## Додаткові джерела і посилання
- Сайт з матеріалами мовою комо. [Архівовано 11 Червня 2020 у Wayback Machine.]
- Adubuli Muzama. «Contrastive analysis of simple tenses and aspects of verbs between Komo and English languages». Титульна сторінка роботи.
- «Tanga ka kikomo. Ubao ya kikomo kwa wasomaji wa kiswahili. / Syllabaire en komo pour ceux qui savent lire swahili». Титульна сторінка.